# Bol'šoj Kočmes
Il Bol'šoj Kočmes (in russo Большо́й Кочме́с, Grande Kočmes?) è un fiume della Russia europea settentrionale (Repubblica dei Komi), affluente di sinistra della Usa (bacino idrografico della Pečora).
Nasce ai piedi delle pendici occidentali degli Urali subpolari; nella parte superiore scorre in direzione nord attraverso aree disabitate, nella parte centrale si dispiega a sud-ovest e scorre lungo la ferrovia Kotlas-Pečora-Vorkuta, poi piega a nord-ovest e sfocia nella Usa a 214 km dalla foce, nei pressi del villaggio di Kočmes. Spesso, soprattutto nei tratti più bassi, scorre tra paludi e laghi. Il canale è estremamente tortuoso. Ha una lunghezza di 198 km; l'area del suo bacino è di 1 890 km².
Il Bol'šoj Kočmes non incontra, nel suo corso, centri urbani di qualche rilievo, dal momento che attraversa una zona dal clima subpolare e coperta dalla tundra artica.